# گریس پیلی
گریس پیلی (به انگلیسی: Grace Paley) (۱۱ دسامبر ۱۹۲۲ – ۲۲ اوت ۲۰۰۷) شاعر، معلم، فعال سیاسی، فمینیست و نویسنده آمریکایی داستان کوتاه است.

## زندگی
گریس پیلی در ۱۱ دسامبر ۱۹۲۲ میلادی در برانکس یکی از محلات شهر نیویورک از پدر و مادری مهاجر یهودی روس به دنیا آمد. اولین عمل اعتراض‌آمیزش خواندن ترانه‌ای در مدرسه علیه جنگ جهانی دوم بود. در دهه ۶۰ و ۷۰ اعتراضش به ویتنام بود که به جرم تمرد و فمینیسم چند روزی به زندان افتاد.
در ۱۷ سالگی اشعارش را به دبلیو. ایچ. اودن، که دیوانه اشعارش بود، نشان داد. در اشعارش از واژه‌های بریتانیایی استفاده کرده بود. اودن پرسید که آیا واقعاً در زندگی این لغات را به کار می‌برد؟ این اولین درسی بود که پیلی فراگرفت: تقلید نکنید. صدای خودتان را بیابید و بالاتر از همه، صادق باشید.
گریس در سال ۱۹۴۲ در ۱۹ سالگی با جس پیلی که در ارتش بود ازدواج کرد. دو سال اول ازدواج در کمپ ارتش زندگی کردند و دو سال بعد هم جس در جبهه بود. صاحب دو بچه شدند: نورا و دنیل. بعدها گریس از جس جدا شد و با شاعری به نام رابرت نیکولز ازدواج کرد.

## جوایز
- ۱۹۶۱ گوگن‌هایم فلوشیپ
- ۱۹۷۰ جایزه داستانهای کوتاه انستیتو ملی هنر و ادبیات
- ۱۹۸۰ برای عضویت در انستیتو ملی هنر و ادبیات انتخاب شد.
- ۹۱–۱۹۸۹ طبق قانون اسمش به عنوان اولین نویسنده ایالت نیویورک ثبت شد.

## کتابشناسی
- ۱۹۵۶ اغتشاش کوچک بشر
- ۱۹۷۴ تغییرات عظیم در آخرین لحظه
- ۱۹۸۵ بعداً همان روز
- ۱۹۹۱ پیاده‌روی طولانی و گفتگویی دوستانه
- ۱۹۹۳ دوباره بودن: مجموعه اشعار
- ۱۹۹۴ مجموعه داستان
- ۱۹۹۸ درست همان‌طور که فکر کردم